# Darfur
 For alternative betydninger, se Darfur (flertydig). (Se også artikler, som begynder med Darfur)
Darfur (arabisk: دار فور (dār fūr) betyder furfolkets land) er en region i den vestlige del af Sudan. Regionen grænser op mod Libyen, Tchad og Den Centralafrikanske Republik. Darfur var igennem århundreder et selvstændigt sultanat, der i 19. århundrede blev inkorporeret i det anglo-egyptiske Sudan. Området har cirka 6 millioner indbyggere og er delt i provinserne Shamal Dafur, Gharb Darfur og Janub Darfur. Siden 2003 har Darfur befundet sig i en humanitær krise pga. Darfur-konflikten.

## Klima
Darfurs klima er subtropisk og tropisk og består for størstepartens vedkommende af ørken eller halvørken, hvor regntiden strækker sig fra juli til september. Indbyggerne er hovedsageligt bønder, og adgangen til vand er derfor af vital. I normale år høstes den vigtigste afgrøde perlehirse i november. De tørre stilke bruges efter høsten som foder til husdyr. I den nordlige ørken er årelange tørkeperiode almindelige, mens der i de sydligste egne falder 700 mm regn om året i gennemsnit, og mange træer kan forblive grønne hele året.

## Geografi
Darfur er omkring 493.180 km2 – ca. det samme som Frankrig og mere end ti så meget som Danmark. Det består hovedsageligt af et stort tørt plateau, som de vulkanske Marrahbjerge (Jebel Marra) rejser sig over i op til 3.042 m's højde i regionens midte. Hovedbyerne i Darfur er Al Fashir, Nyala og Geneina.
Den østligste halvdel af Darfur består af lave sandede bakker, kaldet goz, sandstensbakker og sletteland. Området er tørt og kun beboet, hvor der findes vandreservoirer eller dybe brønde. Hvor der er vand, kan goz områderne være frugtbart agerland. Mod nord bliver goz afløst af Saharas sand. Darfur gennemskæres af adskillige wadier, der fyldes med vand i regntiden. De fører vandet fra det vestlige Darfur til Tchadsøen. I mange wadier er der alluviumfrugtbare aflejringer, men de er svære at opdyrke. Det vestlige Darfur er domineret af grundfjeldsformationer, der visse steder er dækket af et tyndt lag sandjord. De spredte skovklædte områder bruges som græsning til husdyr. Marrahbjergene, der er af vulkansk oprindelse, danner et centralt massif. Det højeste punkt er Deribakrateret, og i de øverste regioner findes der et lille område med tempereret klima med højere regnmængde end det omliggende land og permanente kildevæld.
Målinger fra rummet har vist omridset af en enorm underjordisk sø under Darfur. Dens totale overflade er estimeret til 19.110 km2. Søen, der sandsynligvis er dannet i tidligere og mere fugtige epoker, kan have rummet ca. 2530 km3 vand.  Søen kan dog også være tørret ud for mange tusinde år siden.

## Historie
Da områdets klima er meget tørt, har det ikke været hjemsted for en stor og kompleks civilisation før langt op i historisk tid. Dajufolket skabte det ældst kendte rige i Darfur med centrum i de mere fugtige bjergegne, der er dog ikke mange kilder, der kan fortælle noget om dets historie. I 14. århundrede blev daju fortrængt af tunjurfolket, samtidig blev islam Darfurs dominerende religion. Tunjursultanerne giftede sig gerne med medlemmer af det lokale furfolk. Sultan M. Solaiman (regerede ca. 1596 – ca. 1637) regnes som grundlægeren af Keiradynastiet, under hvilket Darfur blev en vigtig magt i hele Sahel. Keirasultanatets grænser nåede på rigets højeste så langt mod øst som til Atbarahfloden. Mange indvandrede i denne periode fra Bornuriget og Bagirmi til Darfur. I midten af 18. århundrede blev riget revet i stykker pga. kampe mellem interne fraktioner og krige med Sennarriget og Ouaddairiget. I 1875 blev det nu meget svækkede rige ødelagt og annekteret af det egyptiske styre i Khartoum. En vigtig bagmand for denne begivenhed var Sebehr Rahma, der var forretningsmand og konkurrerede med dar om adgangen til slave- og elfenbensmarkederne i Bahr el Ghazal lige syd for Darfur.
Der opstod flere uroligheder blandt Darfurs befolkning under det egyptiske styre, men de var heller ikke villigt til at acceptere den selverklærede Mahdi, Muhammad Ahmad, da hans tropper havde besejret de britiske kolonitropper, der kort forinden i 1882 havde invaderet Egypten) i Darfur i 1883. Da Ahmads efterfølger, Abdallahi ibn Muhammad, (som selv var fra Darfur, krævede at de lokale stammer skulle stille med soldater, begyndte de en revolte. Da Abdallahi blev væltet ved Omdurman i 1899 af anglo-egyptiske styrker, anerkendte det nye anglo-egyptiske styre Ali Dinar som sultan af Darfur, og de gav Darfur et udstrakt selvstyre, så længe de betalte en årlig tribut. Under 1. Verdenskrig frygtede briterne, at sultanatet skulle allierede sig med det Osmanniske rige, og derfor invaderede de landet og indlemmede det i Sudan i 1916. Under det britiske kolonistyre gik alle ressourcer til de stammer, der boede nær hovedstaden Khartoum, hvilket medførte en økonomisk for de yderliggende regioner, herunder Darfur.
Dette mønster fortsatte også efter Sudans selvstændighed i 1956. Den økonomiske situation er blevet yderligere forværret af en række stedfortræderkrige mellem Sudan, Libyen og Tchad. Ligesom den ideologiske indflydelse den libyske leder Muammar al-Gaddafi har haft på den del af befolkning, der opfatter sig selv som arabere, har øget de etniske spændinger. I midten af 1980'erne blev Darfur ramt af en langvarig tørke, som ødelagde mange samfundsmæssige strukturer, og som førte til interne kampe i befolkningen, kampene fortsatte med lav intensitet de følgende 15 år. I 2003 nåede de et foreløbigt højdepunkt i 2003, da den eskalerede til et åbent oprør mod Sudans centralregering. Denne konflikt blev kort efter karakteriseret som en af verdens værste humanitære kriser. Over 2,5 mill. mennesker er blevet fordrevet og har måttet leve i flygtningelejre lige siden, da de ellers ikke ville være i sikkerhed for de militiaer, som hærger regionen.

## Regering
Regionen er opdelt i tre føderale stater: Vestdarfur, Syddarfur og Norddarfur. Ifølge The Darfur Agreement er der blevet etableret en overgangsregering for Darfur (TDRA) Indtil der kan holdes en folkeafstemning om autonomi for Darfur. Den skal finde sted senest i 2011.  Minni Minnawi er i øjeblikket formand for TDRA.